# A Midsummer-Day’s Dream
A Midsummer Day’s Dream – poemat angielskiego romantycznego poety Edwina Atherstone’a.

## Charakterystyka ogólna
Poemat ukazał się w 1824 roku. Był on drugą publikacją poety po debiutanckim tomiku zawierającym poematy The Last Days of Herculaneum i Abradates and Panthea, wydanym w 1821 roku. W polskich podręcznikach historii literatury angielskiej brak wzmianek o omawianym dziele. Nie ma też żadnych informacji o przekładzie poematu na język polski.

## Forma
W poemacie A Midsummer Day’s Dream Atherstone użył najbardziej typowego dla poezji angielskiej rodzaju wiersza, mianowicie nierymowanego pentametru jambicznego znanego powszechnie jako blank verse. Jest to dziesięciozgłoskowiec, w którym akcenty padają na parzyste sylaby wersu (sSsSsSsSsS). Ten wzorzec metryczny jest stosowany w literaturze angielskiej od szesnastego wieku i wielokrotnie dowiódł swojej użyteczności. Jako pierwszy wykorzystał go w tłumaczeniu z łaciny szesnastowieczny szlachcic i poeta Henry Howard, 3. hrabia Surrey, stracony w 1547 roku. W szczególności upodobali go sobie autorzy dramatyczni. W wielkiej epice blank verse spożytkował John Milton w Raju utraconym. Sam Atherstone wykorzystywał go od początku, zarówno w Ostatnich dniach Herkulanum, jak i Abradatesie i Panthei. Później, już po wydaniu A Midsummer Day’s Dream, zastosował go w swoich monumentalnych eposach, Upadku Niniwy i Izraelu w Egipcie. Atherstone urozmaica rytmikę wiersza poprzez zastosowanie wyrazistych przerzutni:
 'Tis gone;—
And, far beyond, you see a diamond hill
On which a ruby palace stands;—its gates
Are silver, and its crystal windows gleam
To the setting sun.
Rezygnując ze stosowania rymów, od czasu do czasu poeta ozdabia wers aliteracją, która w literaturze angielskiej jest standardowym rodzajem instrumentacji głoskowej. Jakkolwiek wiersz aliteracyjny wyszedł z użycia w czternastym wieku, angielscy autorzy często używają współbrzmienia początkowego jako ornamentu.
The white sails one by one are spread, – and now
Slowly and steadily they steal along.
[...] resolutions great
For future days, only to fall in turn
As others fell, from force of outward thing
[...] The new-moulded form
Feeleth not fire nor frost.

## Treść
Poemat składa się z wprowadzenia (Introduction) i tekstu zasadniczego (Dream). Recenzent z The Westminster Review pisze, że owo wprowadzenie: is most pleasingly and in many instances elegantly and poetically written, describing the various circumstances and sentiments which immediately preceded the „Dream” (which is the main subject of the volume). We wprowadzeniu zostaje zarysowana sytuacja, w której poeta doświadcza wizji, przedstawionej w dalszym ciągu utworu. Duch Słońca zwraca się do podmiotu lirycznego, wyzwala go z ograniczeń materialnego ciała i zabiera go w podróż przez cały świat, najpierw na biegun północny, potem w kierunku równika, dalej w głębinę morską, a wreszcie do rozpalonego wnętrza ziemi.

## Opinia krytyki
Generalnie rzecz biorąc, omawiany poemat spotkał się z przychylnymi opiniami ówczesnych krytyków literackich. Recenzent The Literary Gazette and Journal of Belles Lettres, Arts, Sciences, &c. napisał o poecie: That Mr. Atherstone is a poet of a very high order, no one who has read his „Last Days of Herculaneum” can doubt; and the present work, though, like its precursor, unequal, will not only confirm but augment his fame. Splendid conception, and the appearance of being borne on with the full tide of inspiration, are his striking characteristics. Nieco bardziej powściągliwi byli wydawcy Monthly Catalogue. Tym razem krytyk stwierdził: Like the former effusions of Mr. Atherstone’s muse, this poem is distinguished by a highly fanciful and imaginative character, which often reaches a degree of extravagance and absurdity; though accompanied by decided manifestations of poetic power.